# Morti nel 1224
| Questa pagina contiene informazioni ricavate automaticamente dalle voci biografiche con l'ausilio del template Bio e di un bot. L'aggiornamento è periodico e automatico e ricostruisce completamente la pagina. Se manca una persona in questa lista, sei pregato di non aggiungerla, ma accertati piuttosto che la sua voce biografica contenga il template Bio e che i dati anagrafici siano correttamente compilati. Se il template Bio manca, inseriscilo tu stesso o, in alternativa, metti l'avviso {{tmp\|Bio}} che ne segnala la mancanza. Se i dati riportati sono sbagliati, correggi direttamente la voce biografica; le modifiche saranno visibili in questa lista entro pochi giorni. Per chiarimenti vedi il progetto biografie. La lista contiene solo le 16 persone che sono citate nell'enciclopedia e per le quali è stato implementato correttamente il template Bio. Pagina aggiornata al 2 mag 2025. |

- 3 gennaio - Unkei, scultore giapponese (n. 1151)
- 28 gennaio - Bartolomeo Aiutamicristo da Pisa, religioso italiano
- 24 marzo - Corrado III di Scharfenberg, vescovo cattolico tedesco
- 22 maggio - Obizzo Fieschi, vescovo cattolico italiano
- 30 giugno - Adolfo di Osnabrück, monaco cristiano, vescovo cattolico e santo tedesco (n. 1185)
- 22 luglio - Gualtero Garbagni, religioso italiano
- 24 luglio - Cristina l'Ammirabile, mistica belga (n. 1150)
- 15 agosto - Maria di Francia, francese (n. 1198)
- Abd al-Wahid I, califfo berbero
- William d'Aubigny, IV conte di Arundel, conte inglese
- Cathal Crobdearg Ua Conchobair, re irlandese (n. 1153)
- Durando d'Osca, religioso spagnolo
- Guglielmo I di Béarn, francese (n. 1171)
- Guglielmo V di Mâcon, conte
- Vetseke di Kokenhusen, sovrano lettone
- Yusuf al-Mustansir, califfo berbero (n. 1203)